# 新沂市
新沂市（しんぎ-し）は中華人民共和国江蘇省に位置する省直轄の県級市であり、しばらく徐州市に代理管轄されている。

## 歴史
1949年、邳県・宿遷県・沭陽県・東海県の一部に新設された新安県を前身とする。1952年に新沂県と改称された。1990年に県級市に昇格し現在に至る。

## 行政区画
- 街道:新安街道、北溝街道、墨河街道、唐店街道
- 鎮:瓦窯鎮、港頭鎮、合溝鎮、草橋鎮、窯湾鎮、棋盤鎮、馬陵山鎮、新店鎮、邵店鎮、時集鎮、高流鎮、阿湖鎮、双塘鎮